# Tisbe finmarchica
Tisbe finmarchica är en kräftdjursart som först beskrevs av Georg Ossian Sars 1911.  Tisbe finmarchica ingår i släktet Tisbe och familjen Tisbidae. Inga underarter finns listade i Catalogue of Life.